# Майкарагайський сільський округ
Майкарага́йський сільський округ (каз. Майқарағай ауылдық округі, рос. Майкарагайский сельский округ) — адміністративна одиниця у складі Аккулинського району Павлодарської області Казахстану. Адміністративний центр — село Майкарагай.
Населення — 749 осіб (2021; 931 у 2009, 1149 у 1999, 2748 у 1989).
Станом на 1989 рік існувала Майкарагайська сільська рада (села Жабагили, Кордон 3-я п'ятилітка, Корт, Майкарагай, Старий Майкарагай, Шоктал). 2001 року село Жабагли було передане до складу Шарбактинського сільського округу, 2004 року село Шоктал (загальна територія 74,9 км²) — до складу Шакинського сільського округ.

## Склад
До складу округу входять такі населені пункти:
| Населений пункт             | Старі назви | Населення, осіб (1989) | Населення, осіб (1999) | Населення, осіб (2009) | Населення, осіб (2021) |
| --------------------------- | ----------- | ---------------------- | ---------------------- | ---------------------- | ---------------------- |
| Кордон 3-я п'ятилітка, село | -           | 30                     | 8                      | -                      | -                      |
| Мергалим, село              | Корт        | 687                    | 542                    | 508                    | 444                    |
| Майкарагай, село            | -           | 986                    | 607                    | 423                    | 305                    |
| Старий Майкарагай, село     | -           | 269                    | -                      | -                      | -                      |